# São Nicolau (Rio Grande do Sul)
Le site archéologique de São Nicolau est un ensemble de ruines de l’ancienne réduction jésuite du même nom, qui faisait partie des Sept Peuples des Missions. Il est situé dans la municipalité éponyme, dans l’État du Rio Grande do Sul (Brésil).

## Aujourd'hui
Le site conserve aujourd’hui son sol d'origine, une partie des murs extérieurs en grès, plusieurs colonnes de soutien, des fondations, le maître-autel, ainsi que les vestiges du cabildo, de la cave et du système d'égouts de la réduction.
Le site archéologique de São Nicolau, ainsi que ceux de São Miguel Arcanjo, São João Batista et São Lourenço Mártir, tous situés dans le Rio Grande do Sul et issus des réductions des Sept Peuples des Missions, sont aujourd'hui placés sous la protection du gouvernement fédéral et sont reconnus comme des sites du patrimoine national brésilien.